# 標章の図形要素の国際分類を設定するウィーン協定
標章の図形要素の国際分類を設定するウィーン協定（ひょうしょうのずけいようそのこくさいぶんるいをせっていするウィーンきょうてい、略称：ウィーン協定、英：Vienna Agreement Establishing an International Classification of the Figurative Elements of Marks）は、1973年に作成された商標の国際分類について定める国際条約である。

## 概要
本協定は、世界知的所有権機関（WIPO）が管理している。
本協定は、1973年にオーストリアのウィーンで作成され、1985年に修正された。発効は、1985年8月9日。締約国は28ヶ国（2010年7月15日現在）。本協定の締約国は、同盟（ウィーン同盟）を形成する。
本協定に基づいて定められる国際分類はウィーン分類（英：Vienna classification）と呼ばれ、商標に含まれる図形要素を形状などの特徴によって分類したものである。WIPO国際事務局（マドリッド協定や同議定書に基づく国際登録）や締約国の知的財産権庁における審査に用いられている。ウィーン分類は、5年毎に改正されており、最新の分類は2008年1月1日に発効した第6版である。大分類/中分類/小分類の階層構造を持ち、29の大分類、144の中分類、1,667の小分類からなる。
日本は本協定を締結していないが、2004年4月より、従来の図形タームに代えて、ウィーン分類第5版に準拠しつつ小分類をさらに細分して細分類を設けた細分化ウィーン分類を採用している。
なお、標章の登録のため商品及びサービスの国際分類に関するニース協定は同じく商標に関する国際分類を定めるものであるが、商標やサービスマークを登録する際に、それらがどのような商品やサービス（役務）に対して用いられるのかを特定するために用いられる。